# المداحشة (حرض)

تعديل مصدري - تعديل

المداحشة هي إحدى قرى عزلة بني الحداد بمديرية حرض التابعة لمحافظة حجة، بلغ تعداد سكانها 219 نسمة حسب تعداد اليمن لعام 2004.